# Comissão de Agricultura, Pecuária, Abastecimento e Desenvolvimento Rural da Câmara dos Deputados do Brasil
A Comissão de Agricultura, Pecuária, Abastecimento e Desenvolvimento Rural da Câmara dos Deputados do Brasil é uma das comissões permanentes da Câmara dos Deputados, responsável por discutir e deliberar sobre projetos de lei, proposições e assuntos relacionados à agricultura, pecuária, abastecimento e desenvolvimento rural no país.
Entre as principais atribuições da comissão estão a avaliação das políticas públicas voltadas para o setor agropecuário, a análise de propostas legislativas que impactem o setor e a realização de debates e audiências públicas com especialistas, representantes do governo e da sociedade civil para discutir temas relevantes. Além disso, a Comissão de Agricultura também tem como função fiscalizar a atuação dos órgãos governamentais responsáveis pela gestão da política agrícola e promover a integração entre os setores público e privado para o desenvolvimento do agronegócio no Brasil.

## História
- Instituída no 1º Império, 29 de agosto de 1823, com o nome de Comissão de Minas e Bosques, durante a Assembléia Geral Constituinte e Legislativa convocada por D. Pedro I, teve entre os seus integrantes o proeminente deputado José Bonifácio de Andrada e Silva. Funcionou até novembro daquele ano, quando a Constituinte foi dissolvida.
- Os seus trabalhos foram retomados em 1826 com a elaboração do 1º Regimento da Câmara dos Deputados, dois anos depois de promulgada a 1ª Constituição do país.
- Somente em 1861, 35 anos mais tarde, o termo agricultura é incluído no nome da Comissão. Naquele ano, uma nova mudança passa a designá-la como Comissão Sexta de Orçamento da Agricultura.
- Em 1893, seu nome é alterado para Comissão de Agricultura e Indústrias Conexas, modificado no ano seguinte para Comissão de Agricultura e Indústria.
- As suas atribuições não estavam definidas no Regimento, o que só ocorreu em 1920. Com o título de Comissão de Agricultura, Indústria e Comércio, o colegiado cuidava não só dos três setores, mas também dos assuntos relativos à imigração e à colonização, à estatística econômica, ao ensino técnico, aos inventos industriais e ao comércio exterior.
- Em 1936, passa a ser chamada Comissão de Agricultura.
- Entre 1949 e 1962, perde a denominação específica e suas atribuições são incluídas na Comissão de Economia, a exceção de 1955 quando pelo período de um ano fica designada como Comissão de Agricultura e Política Rural.
- Em 1963, esse nome é retomado, vigorando por 41 anos.
- Em março de 2004, pela resolução nº 20, a pedido dos seus integrantes para que o nome guardasse maior identificação com os ministérios do governo Lula, passa a ser Comissão de Agricultura, Pecuária, Abastecimento e Desenvolvimento Rural.[2]

Desde então, tem sido um dos principais colegiados da Câmara dos Deputados para discussão e deliberação de proposições relacionadas à agricultura, pecuária, abastecimento e desenvolvimento rural no Brasil. A CAPADR é composta por 50 membros titulares e igual número de suplentes, eleitos a cada início de legislatura. O presidente e o vice-presidente da comissão são escolhidos entre seus membros.
Ao longo dos anos, a comissão tem desempenhado um papel importante na defesa dos interesses do setor agropecuário brasileiro, propondo leis e políticas públicas que visam fortalecer a agricultura e a pecuária nacionais. A CAPADR também tem atuado na fiscalização da atuação dos órgãos governamentais responsáveis pela gestão da política agrícola e na promoção de debates e audiências públicas para discutir temas relevantes para o setor.
Entre as principais pautas discutidas pela comissão ao longo dos anos estão o fortalecimento da agricultura familiar, a reforma agrária, a defesa sanitária animal e vegetal, a segurança alimentar, a regulamentação do uso de agrotóxicos, a promoção da sustentabilidade no setor agropecuário, entre outros temas relevantes para o desenvolvimento do agronegócio no país.

## Áreas de atividade
De acordo com o regimento interno da Câmara, as atividades da CAPADR são:
- Política agrícola e assuntos atinentes à agricultura e à pesca profissional
- Política e questões fundiárias; reforma agrária; justiça agrária; direito agrário

## Atribuições
A Comissão de Agricultura, Pecuária, Abastecimento e Desenvolvimento Rural debate e vota os seguintes temas:
a) política agrícola e assuntos atinentes à agricultura e à pesca profissional, destacadamente:
1 - organização do setor rural; política nacional de cooperativismo; condições sociais no meio rural; migrações rural-urbanas;
2 - estímulos fiscais, financeiros e creditícios à agricultura, à pesquisa e experimentação agrícolas;
3 - política e sistema nacional de crédito rural;
4 - política e planejamento agrícola e política de desenvolvimento tecnológico da agropecuária; extensão rural;
5 - seguro agrícola;
6 - política de abastecimento, comercialização e exportação de produtos agropecuários, marinhos e da aqüicultura;
7 - política de eletrificação rural;
8 - política e programa nacional de irrigação;
9 - vigilância e defesa sanitária animal e vegetal;
10 - padronização e inspeção de produtos vegetais e animais;
11 - padronização, inspeção e fiscalização do uso de defensivos agrotóxicos nas atividades agropecuárias;
12 - política de insumos agropecuários;
13 - meteorologia e climatologia;
b) política e questões fundiárias; reforma agrária; justiça agrária; direito agrário, destacadamente:
1 - uso ou posse temporária da terra; contratos agrários;
2 - colonização oficial e particular;
3 - regularização dominial de terras rurais e de sua ocupação;
4 - aquisição ou arrendamento de imóvel rural por pessoas físicas ou jurídicas estrangeiras e na faixa de fronteira;
5 - alienação e concessão de terras públicas;

## Presidência
A atual mesa da Comissão de Agricultura, Pecuária, Abastecimento e Desenvolvimento Rural é a seguinte:
| Cargo              | Nome             | Partido | Unidade Federativa |
| ------------------ | ---------------- | ------- | ------------------ |
| Presidente         | Tião Medeiros    | PP      | Paraná             |
| 1º Vice-presidente | Ana Paula Leão   | PP      | Minas Gerais       |
| 2° Vice-presidente | Pastor Diniz     | UNIÃO   | Roraima            |
| 3° Vice-presidente | Emidinho Madeira | PL      | Minas Gerais       |

## Ligações Externas
Comissão de Agricultura, Pecuária, Abastecimento E Desenvolvimento Rural